# پر شورس
پر اسخورس (به هلندی: Perr Schuurs) یک بازیکن حرفه‌ای فوتبال اهل هلند است که برای باشگاه تورینو بازی می‌کند.

## افتخارات
آژاکس
- لیگ برتر هلند: ۱۹–۲۰۱۸، ۲۱–۲۰۲۰
- جام حذفی هلند: ۱۹–۲۰۱۸، ۲۱–۲۰۲۰
- جام یوهان کرایف: ۲۰۱۹